# Bathycolpodes biflorata
Bathycolpodes biflorata är en fjärilsart som beskrevs av Louis Beethoven Prout 1930. Bathycolpodes biflorata ingår i släktet Bathycolpodes och familjen mätare. Inga underarter finns listade i Catalogue of Life.